# Maja Van Honsté
Maja Van Honsté (Kapellen, 5 april) is een Belgische actrice met focus op theater, musical en televisie. Daarnaast werkt ze vaak als stemactrice.  Ze heeft ook haar eigen YouTube-kanaal, namelijk Crazy Little Redhead. Ze is actief op TikTok, waar ze vooral bekend is met haar filmpjes van 'Hello My Friends'. 
Van Honsté doorliep haar secundair onderwijs in Antwerpen aan het Stedelijk Instituut voor Sierkunsten en Ambachten (SISA) en volgde nog een 7de jaar musical aan de!Kunsthumaniora. Daarna volgde ze de opleiding Musicaltheater aan de Fontys Hogeschool voor de Kunsten in Tilburg.
Ze zong mee het ensemble in voor Festivaria aan het Donkmeer voor onder meer de producties 'Sacco en Vanzetti', 'Kiss Me Kate' en 'Titanic'.
In 2018-2019 speelde ze mee in de spektakelmusical '40-'45 van Studio 100, maar vanaf september 2019 speelde ze alternerend de rol van Marie De Bruycker. Als stemactrice was ze o.a. in 2019 te horen als prinses Jasmine in Disney's tekenfilm Aladdin naast Jelle Cleymans.

## Theater
| Titel                             | Rol                                                                   | Soort theater | Producent                       | Jaar      |
| --------------------------------- | --------------------------------------------------------------------- | ------------- | ------------------------------- | --------- |
| De Golem (niet professioneel)     | Sofie                                                                 | Musical       | A+Compagnie                     | 2004      |
| Crazy Shopping de musical         | Agente / Ensemble / US Marie-Claire                                   | Musical       | Stardust Theatre                | 2010      |
| Pinokkio (Turkse versie)          | Pinocchio                                                             | Musical       | Studio 100 / Happily Ever After | 2011      |
| Raad eens hoeveel ik van je hou   | Hazeltje                                                              | Musical       | Uitgezonderd Theater            | 2011-2013 |
| Fantasia 'Geronimo Stilton'       | Sirenia / Enigma / Ensemble                                           | Musical       | Fantastische producties         | 2011      |
| Shrek                             | Koningin Lillian / Heks / Ensemble / Teenage Fiona (enkel Vlaanderen) | Musical       | Albert Verlinde Entertainment   | 2012-2013 |
| Doornroosje                       | Fien (Slechte fee)                                                    | Musical       | Music Hall                      | 2014      |
| Fondue Bourguignonne              | Inge                                                                  | Theater       | EWT Theater                     | 2014      |
| Songfestival Contest Of The Best  | Verschillende rollen                                                  | Show          | Little Grey Men                 | 2014-2015 |
| Zo mooi zo blond                  | Sandra                                                                | Musical       | EWT theater                     | 2016      |
| Chaplin                           | Ensemble / Mabel Normand                                              | Musical       | Music Hall                      | 2016-2017 |
| De Quaghebeurs                    | Linda                                                                 | Theater       | EWT Theater                     | 2017      |
| The Rocky Horror Show             | Columbia                                                              | Musical       | Deep Bridge                     | 2017      |
| Oscar                             | Babette                                                               | Theater       | De Komedie Compagnie            | 2018      |
| Macbeth                           | Honfroi                                                               | Theater       | Vlaams Fruit                    | 2018      |
| '40-'45                           | Ensemble / US Marie De Bruycker                                       | Musical       | Studio 100                      | 2018-2022 |
| '40-'45                           | Marie De Bruycker                                                     | Musical       | Studio 100                      | 2019      |
| Assepoester                       | Fien (alternate)                                                      | Musical       | Deep Bridge                     | 2019      |
| Daens                             | Julia / Ensemble                                                      | Musical       | Studio 100                      | 2020-2022 |
| Het Verboden Circus               | Vrouw met de baard                                                    | Theater       | De Proefkonijnen                | 2021      |
| Knock-Out                         | Alternate Claudette Ballet                                            | Musical       | Studio 100 / Ketnet             | 2021      |
| The Sound Of Music                | Frau Schmidt                                                          | Musical       | Deep Bridge                     | 2022      |
| Mamma Mia                         | Alternate Rosie                                                       | Musical       | Deep Bridge                     | 2022      |
| Charlie and the Chocolate Factory | Cherry                                                                | Musical       | Deep Bridge                     | 2022      |
| Vergeet Barbara                   | Ensemble / Magda / US Sissi                                           | Musical       | Studio 100                      | 2023      |
| Damiaan                           | Gids                                                                  | Musical       | Historalia                      | 2023      |
| Red Star Line                     | Ensemble / Palmyre / US Zulma                                         | Musical       | Studio 100                      | 2023-2024 |
| De 3 Biggetjes                    | Madame Bever / US Mama Big                                            | Musical       | Studio 100                      | 2024      |
| 14-18                             | Ensemble / Hoofdzuster                                                | Musical       | Studio 100                      | 2024-2025 |
| Tien Om Te Zien de musical        | Kelsey / US Marijke                                                   | Musical       | Studio 100                      | 2024-2025 |
| Doornroosje                       | Vin Dievel & Thornella                                                | Musical       | Deep Bridge                     | 2025      |

## Filmografie
- Lee & Cindy C. (2014) - als lerares
- Plop en de Peppers (2015) - als Pepijn

## Stemmenwerk
- Happy Feet (2006) - als Walla
- Sandra, de Sprookjesdetective (2009-2010) - als Sandra
- 16 Wishes (2010) - als Celeste
- Radio Rebel (2010) - als Tara
- A gURLs wURLd (2010) - als Jackie
- Tara Duncan (2010-2011) - als princess Gloria 'Sparrow' Daaval
- Fish Hooks (2010-2014) - als Bea
- Jessie (2011-2015) - als Jessie
- Mia and Me (2012-2013) - als Mia
- Tiny (2012-2013) - als Ines / Aya / Virginie
- A.N.T. Farm (2012-2014) - als Lexi
- Wendy (2013-2014) - als Vanessa
- Calimero (2013-2016) - als Priscilla
- Koemba (2014) - als Tombi
- Descendants (2015) - als Lonnie
- De avonturen van K3 (2015) - als Pamela / Mixed Tapes / Tarita
- Glitter Force (2015-2016) - als Candy
- Power Rangers Dino Charge (2015-2016) - als roze Power Ranger
- Goldie en Beer (2015-2018) - als Goldie
- Zootropolis (2016) - als FruFru
- Yo-kai Watch (2016)
- WITS Academie (2016) - als Ruby Webber
- Regal Academy (2016-2018) - als Rose
- De Leeuwenwacht (2016-2019) - als Jasiri
- Elena van Avalor (2016-2020) - als Naomi
- Descendants 2 (2017) - als Lonnie
- Coco (2017) - als Tia Rosita
- Hotel Transylvania: The Series (2017-2020) - als Kitty
- Z-O-M-B-I-E-S (2018) - als Stacey
- Incredibles 2 (2018) - als Voyd
- Littlest Pet Shop: A World of Our Own (2018-2019) - als Penny Ling / Babs
- Playmobil: The Movie (2019) - als Nola
- Toy Story 4 (2019) - als Giechel Verkuiltjes (Giggle McDimples)
- Aladdin (2019) - als Jasmine
- Z-O-M-B-I-E-S 2 (2020) - als Stacey
- Oeps! Kids Overboord (2020) - als Patch
- Het Wilde Avontuur (2020) - als Abigail
- Tom & Jerry (2021) - als Linda Perrybottom
- Ron's Gone Wrong (2021) - als Savannah's bot
- De Paashaas Academie (2022) - als Emmy
- Zootopia+ (2022) - als Fru Fru
- Alice's Wonderland Bakery (2022-heden) - als moeder Roos
- Elemental (2023) - als Flarrietta / Lake Ripple
- Pattie en de toorn van Poseidon - als Pattie
- Kiff (2023-heden) - als Kiff

## Presentatie
- MENT TV (2021) - Puur Passie